# Shuntarō Tanikawa
Shuntarō Tanikawa (谷川 俊太郎, Tanikawa Shuntarō), né le 15 décembre 1931 à Tokyo et mort dans la même ville le 13 novembre 2024, est un traducteur et poète japonais. Il est l'un des poètes japonais vivants les plus lus et apprécié, à la fois au Japon et à l'étranger, et un sujet fréquent de spéculations relativement au prix Nobel de littérature. Plusieurs de ses recueils, dont ses œuvres choisies, ont été traduits en anglais, et son Floating the River in Melancholy, traduit par William I. Eliott et Kazuo Kawamura, remporte le American Book Award en 1989.
En plus de ses traductions du Peanuts de Charles Schulz et des Contes de ma mère l'Oye en japonais, Tanikawa a composé plus de 60 recueils de poésie. Il a été nommé pour l'édition 2008 du prix Hans Christian Andersen pour ses contributions à la littérature pour enfants et il a reçu la Couronne d'or des Soirées poétiques de Struga en 2022. Il a également participé à la traduction du Pilotin de Leo Lionni en japonais. Parmi ses contributions aux genres artistiques moins conventionnels figure sa correspondance vidéo ouverte avec Shūji Terayama (Lettre Video, 1983).
Il a collaboré à plusieurs reprises avec le parolier Chris Mosdell, notamment pour la création d'un jeu de cartes dans la tradition omikuji des diseurs de bonne aventure des sanctuaires shinto, intitulé Les Oracles de la Distraction. Tanikawa a également coopéré au scénario du film Tokyo Olympiades de Kon Ichikawa et écrit les paroles de la chanson thème du film Le Château de Hurle. En compagnie de Jerome Rothenberg et Hiromi Itō, il a participé à la poésie collaborative,  inaugurée par Makoto Ōoka.
Il est le fils du philosophe Tetsuzō Tanikawa.

## Publications

### En français
- L'Ignare, traduction Dominique Palmé, Cheyne, collection "D'une voix l'autre", 2014[6].

### Source de la traduction
- (en) Cet article est partiellement ou en totalité issu de l’article de Wikipédia en anglais intitulé « Shuntarō Tanikawa » (voir la liste des auteurs).